# مجموعه جنگلی کائنگ کراچان
مجموعه جنگلی کائنگ کراچان (به انگلیسی: Kaeng Krachan Forest Complex) در پارک ملی کائنگ کراچان، تایلند قرار دارد. مجموعه جنگلی کائنگ کراچان از آثار میراث جهانی است که در سال ۲۰۲۱ به عنوان یک اثر فرهنگی با شماره ثبت ۱۴۶۱ در فهرست میراث جهانی یونسکو ثبت گردید.

## ثبت جهانی
این اثر در ۴۴امین نشست سازمان یونسکو به میزبانی چین با شماره ثبت ۱۴۶۱ ثبت جهانی شد.